# Oviraptòrids
Els oviraptòrids (Oviraptoridae) constitueixen una família de dinosaures maniraptors. Actualment es coneixen de Mongòlia i la Xina, tot i que hi ha constància d'una troballa de Montana sense publicar. Els primers oviraptòrids aparegueren al Cenomanià (Cretaci superior), tot i que el possible oviraptòrid Microvenator és de l'Aptià, del Cretaci inferior. La família s'extingí al final del Maastrichtià.

## Descripció
Els oviraptòrids podien arribar a mesurar fins a 8 m encara que la majoria no sobrepassava els 2. Posseïen un característic bec desdentat i corbat. Alguns membres d'aquesta família, com l'Oviraptor o el Citipati, presenten una cresta similar a la del casuari. A causa de la seva posició filogenètica, probablement els oviraptòrids presentaven plomes.

## Taxonomia
Oviraptorosauria
- Superfamília Caenagnathoidea
  - Família Oviraptoridae
    - Banji
    - Chirostenotes
    - Elmisaurus
    - Gigantoraptor
    - Hagryphus
    - Luoyanggia
    - Microvenator
    - ?Nomingia
    - Shixinggia
    - Subfamília Ingeniinae
      - Conchoraptor
      - Heyuannia
      - «Ingenia»
      - Khaan
      - Machairasaurus

    - Subfamília Oviraptorinae
      - Citipati
      - Nemegtomaia
      - Oviraptor
      - Rinchenia